# Kate Magowan
Katie Victoria Magowan, connue sous le diminutif Kate Magowan (née le 1er juin 1975 à Harrow, un borough du Grand Londres) est une actrice britannique.

## Biographie
Après le lycée, Kate Magowan intègre l'Actor's Institute de Londres, où elle travaille particulièrement la technique Meisner.
Elle épouse l'acteur britannique John Simm en avril 2004. Ils ont deux enfants.

## Filmographie

### Cinéma
- 2002 : 24 Hour Party People : Yvette
- 2004 : Frankie Wilde : Sonja Slowinski
- 2007 : Stardust, le mystère de l'étoile : Una
- 2011 : Carcéral: Dans l'enfer de la taule (Screwed) de Reg Traviss
- 2011 : Poursuite mortelle - A Lonely Place to Die : Jenny

### Télévision
- 2009 : Nick Cutter et les Portes du temps (2 épisodes) : Eve
- 2013 : Mad dogs : Rachel Baxter
- 2015 : Spotless (série TV) de Pascal Chaumeil : Sonny Clay